# Lista de capitais do Brasil por malha cicloviária

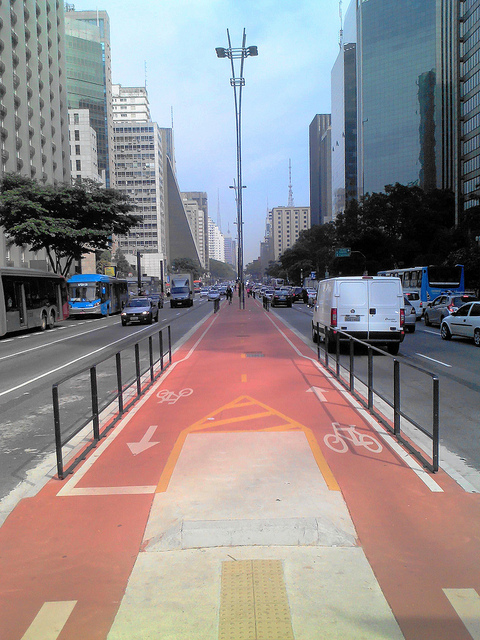
São Paulo tem a maior malha cicloviária do país, segundo a Aliança Bike.

Relação das capitais do Brasil por malha total cicloviária em quilômetros, incluindo ciclovias e ciclofaixas, segundos dados da Associação Brasileira do Setor de Bicicletas (Aliança Bike) coletados das prefeituras das capitais em Julho de 2022. Foram excluídas desta tabela as estruturas compartilhadas (como ciclorrotas e calçadas compartilhadas), por não representarem estruturas exclusivas para ciclistas. 

## Ranking
| Posição (2022) | Capital        | Unidade federativa  | Malha cicloviária total em km | Malha cicloviária total em km | Malha cicloviária total em km | Malha cicloviária total em km |
| Posição (2022) | Capital        | Unidade federativa  | 2022                          | 2018                          | 2016                          | 2014                          |
| -------------- | -------------- | ------------------- | ----------------------------- | ----------------------------- | ----------------------------- | ----------------------------- |
| 1              | São Paulo      | São Paulo           | 699,2                         | 498,3                         | 498,4                         | 60,2                          |
| 2              | Brasília       | Distrito Federal    | 527,2                         | 465,0                         | 420,1                         | 120,0                         |
| 3              | Rio de Janeiro | Rio de Janeiro      | 450,0                         | 458,0                         | 441,1                         | 361,0                         |
| 4              | Fortaleza      | Ceará               | 411,0                         | 229,6                         | 204,6                         | 74,0                          |
| 5              | Salvador       | Bahia               | 308,5                         | 213,5                         | 145,1                         | 13,3                          |
| 6              | Curitiba       | Paraná              | 252,1                         | 204,2                         | 204,2                         | 127,0                         |
| 7              | Recife         | Pernambuco          | 169,0                         | 48,6                          | 41,7                          | 28,6                          |
| 8              | Florianópolis  | Santa Catarina      | 121,5                         | 96,2                          | 41,0                          | 25,0                          |
| 9              | Belém          | Pará                | 116,5                         | 90,5                          | 88,4                          | 6,0                           |
| 10             | Rio Branco     | Acre                | 110,0                         | 107,4                         | 103,8                         | 59,5                          |
| 11             | Belo Horizonte | Minas Gerais        | 103,0                         | 89,9                          | 87,4                          | 52,1                          |
| 12             | Goiânia        | Goiás               | 100,0                         | 104,5                         | 84,2                          | 5,7                           |
| 13             | Campo Grande   | Mato Grosso do Sul  | 94,0                          | 84,7                          | 89,7                          | 72,6                          |
| 14             | Natal          | Rio Grande do Norte | 90,0                          | 58,1                          | 32,0                          | 15,0                          |
| 15             | Aracaju        | Sergipe             | 86,0                          | 61,1                          | 67,0                          | 60,0                          |
| 16             | Vitória        | Espírito Santo      | 70,0                          | 50,0                          | 48,2                          | 29,0                          |
| 17             | Porto Alegre   | Rio Grande do Sul   | 68,5                          | 46,3                          | 47,0                          | 20,4                          |
| 18             | João Pessoa    | Paraíba             | 60,0                          | 71,5                          | 40,7                          | 13,6                          |
| 19             | Teresina       | Piauí               | 60,0                          | 41,9                          | 41,9                          | 29,1                          |
| 20             | Cuiabá         | Mato Grosso         | 57,8                          | 47,4                          | 39,8                          | 2,0                           |
| 21             | Palmas         | Tocantins           | 49,0                          | 55,6                          | 19,5                          | 19,5                          |
| 22             | Maceió         | Alagoas             | 42,0                          | 42,1                          | 42,1                          | 30,0                          |
| 23             | Boa Vista      | Roraima             | 40,0                          | 40,0                          | 35,0                          | 0,0                           |
| 24             | São Luís       | Maranhão            | 36,0                          | 18,0                          | 18,0                          | 5,1                           |
| 25             | Manaus         | Amazonas            | 35,0                          | 37,4                          | 20,5                          | 3,1                           |
| 26             | Porto Velho    | Rondônia            | 24,1                          | 19,8                          | 20,6                          | 3,0                           |
| 27             | Macapá         | Amapá               | 18,0                          | 11,8                          | 11,9                          | 3,1                           |
| Total          | Brasil         | Brasil              | 4.198 km                      | 3.291 km                      | 2.934 km                      | 1.118 km                      |